# Stefano Cavazzoni
Stefano Cavazzoni (Guastalla, 1º agosto 1881 – Milano, 30 maggio 1951) è stato un politico italiano.

## Biografia
Industriale, fu eletto consigliere comunale di Milano nel 1904 e consigliere provinciale nel 1911 in liste  clerico-moderate. Prese parte come soldato semplice alla prima guerra mondiale, venendo promosso nel 1918 sottotenente per meriti di guerra.
Nel primo dopoguerra fu tra i fondatori del Partito Popolare Italiano e venne eletto deputato alla Camera del Regno nel 1919, dove fu segretario del gruppo parlamentare, e nel 1921 . Esponente della corrente di destra del partito, venne scelto dopo la marcia su Roma, tra i popolari, come Ministro del lavoro e della previdenza sociale nel primo governo Mussolini e tenne l'incarico dal 31 ottobre 1922 al 27 aprile 1923. Il 25 luglio 1923 fu espulso dal PPI.
Nel 1924 accettò di candidarsi nel Listone Mussolini e confermò il suo scranno alla Camera dei deputati. Il 21 gennaio del 1929 fu nominato senatore del Regno e fu sempre sostenitore del governo fascista. Nel 1932 operò il salvataggio di piccole banche lombarde coinvolte nella crisi del 1929, fondando la Banca Provinciale Lombarda, è affidando l'incarico di direttore generale a Giovanni Goisis.
Dal 1933 al 1943 fu rappresentante del governo nel Consiglio d'amministrazione dell'Università Cattolica del Sacro Cuore di Milano e nel 1940 si iscrisse, come ex combattente, al Partito Nazionale Fascista.
Nell'agosto 1944 fu deferito all'Alta corte di giustizia per le sanzioni contro il fascismo, con la seguente accusa:
e fu dichiarato decaduto dal Senato nel settembre 1945. Negli ultimi anni della sua vita divenne un militante della Democrazia Cristiana; fondò anche l'associazione "Amici di Don Orione", di cui fu presidente. Stefano Cavazzoni è sepolto nella cripta della parrocchia Orionina di San Benedetto (Milano).